# Beenakia hololeuca
Beenakia hololeuca är en svampart som först beskrevs av Narcisse Theophile Patouillard, och fick sitt nu gällande namn av Nakasone 2003. Beenakia hololeuca ingår i släktet Beenakia och familjen Clavariadelphaceae.   Inga underarter finns listade i Catalogue of Life.